# Havock (Schiff, 1937)
HMS Havock (H43) war ein Zerstörer der H-Klasse der britischen Royal Navy im Zweiten Weltkrieg.
Das Schiff lief am 7. Juli 1936 als Teil einer Klasse von acht Zerstörern bei Denny in Dumbarton am Clyde vom Stapel. In Dienst gestellt wurde es am 8. Januar 1937.
Der Zerstörer wurde zunächst gemeinsam mit der Mehrzahl seiner Schwesterschiffe in der 2. Zerstörerflottille im Mittelmeer eingesetzt. Anfang 1940 wurde die Flottille in die Gewässer um die Britischen Inseln zurückbefohlen.
Nachdem deutsche Truppen im Rahmen des Unternehmens Weserübung von deutschen Zerstörern in Narvik gelandet worden waren, lief HMS Havock zusammen mit ihren Schwesterschiffen aus, um den Ofotfjord zu blockieren. Am 10. April 1940 nahm der Zerstörer an dem Ersten Seegefecht bei Narvik teil. Auf dem Rückmarsch konnte der deutsche Versorger Rauenfels versenkt werden, der sich auf dem Weg nach Narvik befand. Es folgten weitere Einsätze vor der norwegischen Küste.
Im Mai 1940 wurden alle einsatzfähigen Schiffe der Flottille ins Mittelmeer verlegt, wo sie in Alexandria stationiert wurden. Havock wurde zur Eskorte von Konvois herangezogen und nahm im Juli an der Seeschlacht bei Kap Spada teil, in der der italienische Leichte Kreuzer Bartolomeo Colleoni durch einen britischen Verband versenkt werden konnte, der vom australischen Leichten Kreuzer Sydney angeführt wurde.
Bei einem U-Jagd-Einsatz gelang es dem Zerstörer, zusammen mit dem Schwesterschiff Hasty am 2. Oktober 1940 nördlich von Sidi Barrani das italienische U-Boot Berillo zu versenken.
Im November wurde der Zerstörer zu einem Malta-Geleit herangezogen. Nach dem Ende der Geleitaufgabe griff die deckende Flotte einschließlich HMS Havock den süditalienischen Flottenstützpunkt Tarent mit Torpedobombern vom Flugzeugträger Ark Royal an.
Nach einem weiteren Malta-Geleit war der Zerstörer im März 1941 an der Schlacht bei Kap Matapan beteiligt. Bei der Evakuierung des griechischen Festlandes im April 1941 (Operation Demon) und in den folgenden Wochen war das Schiff im Dauereinsatz. Nach einem weiteren Malta-Geleit folgten Ende Mai/Anfang Juni ununterbrochene Einsätze im Rahmen der letztlich erfolglosen Versuche, die Insel Kreta gegen deutsche Landungsoperationen (Unternehmen Merkur) zu verteidigen, und der anschließend notwendigen Evakuierung der alliierten Truppen.
Auch in der Folgezeit war das Schiff im östlichen und zentralen Mittelmeer eingesetzt. Das Schiff war sowohl an dem Ersten als auch am Zweiten Seegefecht im Golf von Syrte beteiligt. In dem letztgenannten Gefecht wurde der Zerstörer durch einen Treffer der schweren Geschütze des italienischen Schlachtschiffs Littorio beschädigt, konnte jedoch Malta erreichen, wo er zwischenzeitlich bereits für einige Monate stationiert gewesen war.
Nach einem weiteren Malta-Konvoi lief HMS Havock von Malta nach Gibraltar aus. Infolge veralteter Seekarten lief das Schiff am 6. April 1942 bei Kelibia auf der Halbinsel Cap Bon auf eine Sandbank. Das gestrandete Schiff wurde dann von dem italienischen U-Boot Aradam torpediert und gänzlich zerstört. Die überlebenden Besatzungsmitglieder gerieten in französische Gefangenschaft. Am 8. April barg die Italienische Marine in einem Kommandounternehmen geheime Unterlagen von dem Wrack.